# 大村純富
大村 純富（おおむら すみひさ）は、肥前国大村藩の第7代藩主。

## 生涯
宝永8年（1711年）4月5日、第6代藩主・大村純庸の次男として江戸藩邸で生まれた。享保12年（1727年）閏1月9日、父の隠居で家督を継いだ。
父の政策を推進するが、享保17年（1732年）5月に享保の大飢饉が起こり、水害や虫害などで凶作となった。そもそも平野が少なく稲作に向いていない土地であった藩は救荒食物として甘藷（サツマイモ）栽培を奨励し、江戸幕府から3,000両を借用したり、樹木の自由伐採を許可したりして領民救済の対処をしている。甘藷の栽培は薩摩藩と同時期であり、江戸幕府が奨励するより早い。そもそも平戸にてサツマイモが栽培されていたとされる史料がある。詳しくは「サツマイモ」項目参照。ともあれ、大村藩ではこの飢餓による餓死者を一人も出すことが無く、翌年に江戸幕府将軍の徳川吉宗から感状を下されている。
寛延元年（1748年）11月16日に大村にて死去した。享年38。跡を長男の純保が継いだ。

## 系譜
父母
- 大村純庸（父）
- 諸星氏 ー 正室（母）

正室
- 恵津 ー 本多正武の娘

側室
- 笹井氏

子女
- 大村純保（長男）生母は笹井氏（側室）
- 大村采女